# Ferencz Éva (színművész)
Ferencz Éva (Szolnok, 1951. június 17. – Budapest, 2013. október 17.) magyar színésznő, énekesnő. 

## Pályája
Gyergyószárhegyi székely családból származott. Öccse Ferencz Gábor fotóművész.
Első komolyabb elismerése a Magyar Televízió Röpülj páva! énekversenyének díja volt 1970-ben. Később a Kaláka és a Honvéd Művészegyüttesek tagjaként lépett fel országszerte.
Színésznőként a Színház- és Filmművészeti Főiskolán diplomázott 1977-ben.
Kőszínházban prózai, musical és operett műfajban egyaránt sikereket aratott.
1993 után Erdélyi Zsuzsanna Európa- és Kossuth-díjas néprajzkutatóval gyűjtötte a magyar zenei és prózai néphagyomány kincseit a hazai és a határon túli magyar közösségekben.
A Százak Tanácsának egykori tagja, halála utána pedig örökös tagja.

## Lemezei
- Világ békessége (1997)
- Világ váltságáért (1998)
- Idvezlégy Bódog Szent István királ’! (2000)
- Tündérvilág (2002)
- A Testi-lelki kenyerünk (2003)
- Szót mond a Fiúisten (2006)

## Elismerései
- Nívódíj (1990)
- A Magyar Kultúra Lovagja
- Széchenyi Társaság díja
- Tinódi-lant díj
- Klebelsberg Kuno-díj (2001)
- Magyar Örökség díj (2003)
- II. Kerületért Emlékérem (2005)

## Fontosabb színházi szerepei
- Kálmán Imre: Csárdáskirálynő...címszerep
- Kálmán Imre: Marica grófnő...Marica
- Vasziljev: Csendesek a hajnalok...Zsenya
- Ránki György – Hubay Miklós – Vas István: Egy szerelem három éjszakája...Júlia
- Leonard Bernstein: Candide... Kunigunda
- Ábrahám Pál: Bál a Savoyban... Madelaine
- Carl Millöcker: Koldusdiák, Der Vetter aus Dingsda... Annchen (ausztriai vendégjáték)
- Carl Millöcker: Im weissen Rössel... Klärchen (ausztriai vendégjáték)
- Ábrahám Pál: Viktória... Riquette (ausztriai vendégjáték)
- Paul Burkhard: Tüzijáték... Anna (ausztriai vendégjáték)
- Karl Farkas: Liebe im Regen... Zsuzsi (ausztriai vendégjáték)
- Leo Fall: Sztambul rózsája... Midili
- Huszka Jenő: Lili bárónő... Clarisse
- Huszka Jenő: Mária főhadnagy... Panni
- Ábrahám Pál: 3:1 a szerelem javára... Körössy Mira
- Molnár Ferenc: Doktor úr... Sárkányné
- Molnár Ferenc: Játék a kastélyban... Annie
- Molière: Tartuffe... Elmira
- Alfonso Paso: Hiszi? Nem hiszi?!... Júlia
- Franz von Suppé: Banditacsíny... Stella
- Franz Werfel: Jacobowsky és az ezredes... Léha hölgy
- Guy Foissy – Leonard Cohen: Végzetes lépések... Sophia

## Filmek, tv
- Itt járt Mátyás király (1976)
- Szép Galathea (1976)
- Áramütés (1979)
- IV. Henrik király (1980)
- Nagyvárosi kanyarok (1981)
- A mérkőzés (1981)
- A száztizenegyes (1982)

## Kötetei
- Üzenet mindenkinek. Ferencz Évával beszélget Patonai Adrienne; Kairosz, Bp., 2008 (Magyarnak lenni)
- Életem a színház. Kőszegi Margit emlékalbum; Marosvásárhelyi Nemzeti Színház Kutatóközpont, Marosvásárhely, 2018 + CD